# Konrad Jenzen

Konrad Jenzen

Konrad Jenzen (* 20. April 1882 in Berlin; † 17. Mai 1975 in Neustadt am Rübenberge) war ein deutscher Telegraphenbeamter und völkisch-nationalsozialistischer Politiker.

## Leben
Nach dem Besuch der Realschule in Cottbus meldete sich Jenzen als Einjährig-Freiwilliger bei der Reichstelegraphenverwaltung zum Militärdienst, wo er bis zum Telegraphen-Inspektor befördert wurde. Er erhielt das Eiserne Kreuz II. Klasse und wurde als Leutnant der Infanterie aus dem Heeresdienst verabschiedet. Nach dem Krieg war er als Beamter (zuletzt als Amtsrat) in Berlin tätig.
Ab 1919 war Jenzen in der völkischen Bewegung tätig, so als Gauwart des Deutschvölkischen Schutz- und Trutzbundes in Schlesien.
In den 1920er Jahren engagierte sich Jenzen in der Deutschsozialen Partei (DtSP), für die er auf Reichswahlvorschlag in der Reichstagswahl am 4. Mai 1924 in den Reichstag gewählt wurde und diese dort in der zweiten Wahlperiode vertrat. Am selben Tag wurde Jenzen zudem für die DtSP Stadtverordneter in Görlitz. 1925 wurde er wegen Verunglimpfung des drei Jahre zuvor ermordeten Außenministers Walther Rathenau von einer Strafkammer in Görlitz zu drei Monaten Haft sowie 3.000 Rentenmark Geldstrafe verurteilt. Ein zweites Gerichtsverfahren vor einem Görlitzer Schöffengericht wegen der öffentlichen Beschimpfung einer Religionsgemeinschaft hatte für Jenzen eine Gefängnisstrafe von 50 Tagen, ersatzweise eine Geldstrafe von 10.000 Reichsmark, zur Folge. Zum 3. November 1927 trat er in die NSDAP ein (Mitgliedsnummer 69.696) und hielt das Stadtverordnetenmandat für diese weiter bis 1933.
1930 wurde Jenzen erneut, diesmal für die NSDAP, in den Reichstag gewählt (Wahlkreis 8 – Liegnitz). Er gehörte dem Reichstag auch in den folgenden, noch freien Wahlperioden sowie später dem nationalsozialistischen Reichstag bis 1945 an.
Bis 1931 war Jenzen Leiter der NSDAP-Ortsgruppe in Görlitz und Bezirksleiter Niederschlesien bzw. Oberlausitz. Ab 1931 war er Gausachbearbeiter für Beamtenfragen für Schlesien bzw. Niederschlesien. Ab Juni 1933 war er Abteilungsleiter im Amt für Beamte Reichsleitung Berlin. Am 16. März 1934 erfolgte die Berufung Jenzens zum Oberbürgermeister von Görlitz, die offizielle Amtseinführung war am 9. Mai des Jahres. Zugleich war er Mitglied im Aufsichtsrat der Waggon- und Maschinenbau AG Görlitz. Am 31. Januar 1938 wurde Jenzen „mangels Eignung und als stadtbekannter Trinker“ vom schlesischen Gauleiter Josef Wagner als Oberbürgermeister abgesetzt; Amtsnachfolger wurde Georg Hans Damrau. Jenzen wohnte anschließend als Amtsgerichtsrat in Berlin-Lichterfelde.
Nach Kriegsende war Jenzen im Lager 74 bei Ludwigsburg interniert.